# 河北科技工程职业技术大学邢台校区
河北科技工程职业技术大学邢台校区位于中国河北省邢台市，前身为邢台职业技术学院。原隶属中国人民解放军总后勤部，挂名中国人民解放军军需工业学院，实行“一个学校两块牌子”。随着中国教育体制改革，于2002年7月转为地方高校。